# Від заходу до світанку (телесеріал)
Від заходу до світанку  (англ. From Dusk Till Dawn: The Series) – американський хоррор-серіал Роберта Родрігеса, знятий за мотивами однойменного фільму. Прем'єра відбулась 11 березня 2014 року на телеканалі El Rey, власником якого є сам Родрігес.

## Сюжет
Сет Гекко і його жорстокий, непередбачуваний брат Річард «Річі» Гекко розшукуються ФБР і техаським рейнджером Фредді Гонсалесом за пограбування, в ході якого вони вбили кількох людей, включаючи офіцера і наставника Гонсалеса, техаського шерифа Ерла МакГроу. На перетині мексиканського кордону брати Гекко захоплюють фургон з колишнім священиком Джейкобом Фуллером і його сім'єю. Наркобарон Карлос перенаправляє їх у стрип-клуб «Кручені цицьки», населеному упирями та кровососами, в якому вони будуть змушені битися за свої життя.

## У ролях
| Актор              | Роль                     |
| ------------------ | ------------------------ |
| Ді Джей Котрона    | Сет Гекко                |
| Зейн Хольц         | Ричі Гекко               |
| Ейса Гонсалес      | Сантаніко Пандемоніум    |
| Роберт Патрік      | Джейкоб Фуллер (1 сезон) |
| Медісон Девенпорт  | Кейт Фуллер              |
| Брендон Су Ху      | Скотт Фуллер             |
| Джессі Гарсіа      | Фредді Гонсалес          |
| Вілмер Вальдеррама | Карлос                   |
| Дон Джонсон        | Ерл МакГроу (1 сезон)    |

## Виробництво
«Від заходу до світанку» — перший оригінальний телесеріал, показаний на запущеному Робертом Родрігесом каналі El Rey. Творець серіалу Родрігес, який зняв кілька серій, включаючи пілотну, сказав: «Оригінальний фільм це один з моїх улюблених, над яким я працював разом з Квентіном (Тарантіно), і той, про який нас найбільше запитують донині». Він додав: «У ньому було стільки всього, над чим мені хотілося попрацювати, але не виходило. І я почав все глибше занурюватися в мезоамериканську міфологію, включаючи Ацтеків і Майя, де могли б існувати вампіри, і знайшов унікальний матеріал».

## Критика
Перший сезон серіалу отримав в основному позитивні відгуки кінокритиків. На сайті-агрегаторі рецензій Metacritic перший сезон отримав «задовільну» оцінку 62 бали з 100 на основі 9 рецензій. На іншому сайті-агрегаторі рецензій Rotten Tomatoes у серіалу 78% позитивних рецензій, а середній рейтинг становить 6,6 бали з 10 на основі 9 рецензій. Серіал посів перше місце у переліку обов'язкових до перегляду, складеному журналом Entertainment Weekly, а також був названий The Hollywood Reporter одним з найкращих нових фантастичних серіалів.